# Шишкин, Иван Николаевич
 Ива́н Никола́евич Ши́шкин  (1 августа 1912 — 15 ноября 1943) — командир танкового взвода 1-й танковой роты 4-го танкового полка (35-я механизированная бригада, 1-й механизированный корпус, 37-я армия, Степной фронт). Герой Советского Союза.

## Биография
Родился 1 августа 1912 года в деревне Селивёрстово в крестьянской семье. После окончания школы работал бригадиром, а позднее председателем сельсовета. В 1933—1936 годах служил в рядах РККА. Член ВКП(б) с 1940 года. В сентябре 1941 года Середским райвоенкоматом Ивановской области вновь был призван в Красную армию. Окончил курсы младших лейтенантов. С сентября 1942 года воевал на Калининском фронте.
5 августа 1943 года командир танка Шишкин отличился в бою за высоту «212.8», лично уничтожив две пушки, противотанковое орудие, дзот, миномёт с его расчётом, две пулемётные точки и до взвода немецких солдат и офицеров, получив ранение в этом сражении. За этот подвиг он был награждён медалью «За отвагу». После излечения в госпитале продолжил сражаться с противником на Степном фронте.
Командир танкового взвода младший лейтенант Шишкин отличился в боях за хутор Крашеничек и высоту «188.3» 13 сентября 1943 года, вырвавшись вперёд своей роты и личным примером воодушевив остальные танки роты на прорыв обороны противника. На горящем танке, ворвавшись в боевые порядки противника, младший лейтенант Шишкин уничтожил 3 противотанковые пушки, 1 самоходную пушку «Фердинанд», 3 миномёта и до 30 солдат и офицеров противника. За этот подвиг он был представлен к званию Героя Советского Союза.
15 ноября 1943 года лейтенант Шишкин был убит в бою. Был похоронен на Чечеловском кладбище в Днепропетровске. 
В 1975 году, его прах вместе с другими 508 останками военнослужащих,  перезахоронен, там же, в единый "Мемориал Славы", в парке им. М.И.Калинина, города Днепропетровска.

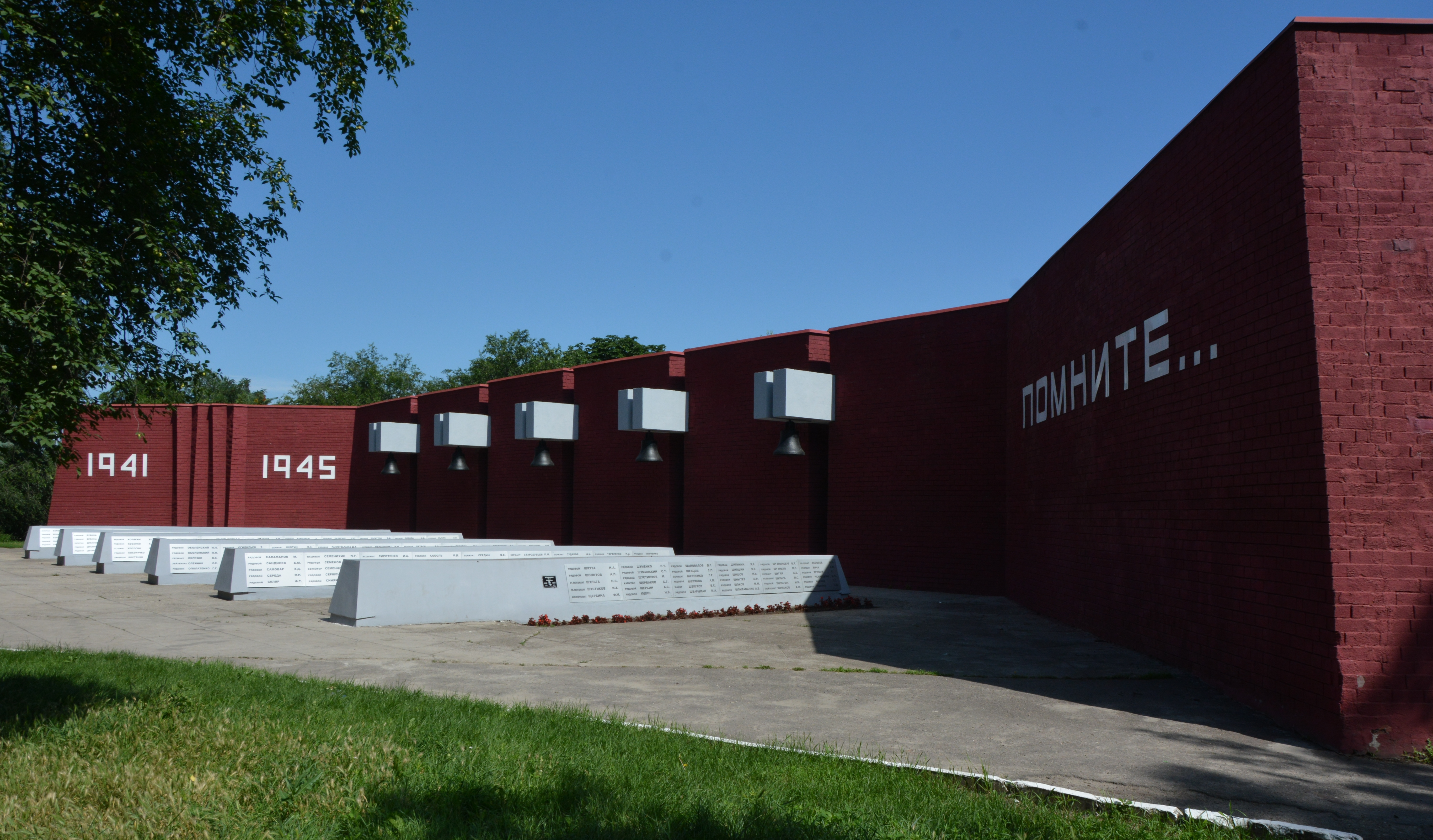
Мемориал Славы, Днепропетровск.
(авторы - А.С. Левчук, Н.И. Ушаков)

Указом Президиума Верховного Совета СССР от 20 декабря 1943 года за успешное форсирование реки Днепр, прочное закрепление плацдарма на западном берегу реки Днепр и проявленные при этом отвагу и геройство младшему лейтенанту Шишкину Ивану Николаевичу присвоено звание Героя Советского Союза с вручением ордена Ленина и медали «Золотая Звезда».

## Награды
- Медаль «Золотая Звезда» (20.12.1943)[2];
- орден Ленина (20.12.1943);
- медаль «За отвагу» (05.09.1943)[5].

## Память
Именем Героя Советского Союза Шишкина И.Н. названа улица в городе Днепропетровске.
У здания школы в деревне Снетиново Иванковского сельского поселения Фурмановского района Ивановской области установлен бюст.
В 1989 году Пермской фабрикой Гознака тиражом 1,7 млн. экземпляров был выпущен почтовый конверт с изображением Шишкина И. Н. (художник Г. Кравчук).
9 мая 2021 года в городе Фурманов Ивановской области у Монумента славы в Аллее героев установлен бюст.